# Combeaufontaine
 Combeaufontaine  es una población y comuna francesa, situada en la región de Franco Condado, departamento de Alto Saona, en el distrito de Vesoul. Es el chef-lieu del cantón de Combeaufontaine.

## Demografía
| 412 | 379 | 347 | 421 | 446 | 496 |
| Para los censos de 1962 a 1999 la población legal corresponde a la población sin duplicidades (Fuente: INSEE [Consultar]) |     |     |     |     |     |